# Breznička (Banská Bystrica)
|  | No s'ha de confondre amb Breznička (Prešov). |

Breznička és un poble i municipi d'Eslovàquia que es troba a la regió de Banská Bystrica.

## Història
La primera menció escrita de la vila es remunta al 1279.

## Demografia
| Godina             | 1994 | 2004   | 2014   | 2024   |
| ------------------ | ---- | ------ | ------ | ------ |
| Nombre de persones | 794  | 772    | 768    | 744    |
| Diferència         |      | −2,77% | −0,51% | −3,12% |

| Godina             | 2023 | 2024   |
| ------------------ | ---- | ------ |
| Nombre de persones | 737  | 744    |
| Diferència         |      | +0,94% |